# Volkswagen Polo GTI R5
De Volkswagen Polo GTI R5 is een rallywagen van Volkswagen Motorsport van het merk Volkswagen voor de R5-klasse. Er werd voor het eerst een wedstrijd gereden met de wagen door voormalig WRC rijder Petter Solberg en door Eric Camilli in de Rally van Catalonië 2018. De wagen wordt door meerdere teams ingezet in het World Rally Championship-2, Emil Lindholm, Eric Camilli, Johan Kristoffersson, Kajetan Kajetanowicz, Lars Stugemo, Nicolas Ciamin en Ole Christian Veiby rijden met de VW Polo GTI R5. In België rijden onder meer Kris Princen, Patrick Snijers en Cédric Cherain met de wagen in het Belgisch rally kampioenschap van 2019.